# Robert Marchal
Robert Marchal (Ernage, 27 januari 1923 - Gembloers, 9 oktober 2010) was een Belgisch volksvertegenwoordiger en burgemeester.

## Levensloop
Na de humaniora aan het Institut Saint-Guibert en aan het atheneum van Gembloers, werd Marchal politiek actief bij de PSC. Hij werd, na korte tijd in het ministerie van Verkeerswezen te hebben gewerkt, opgenomen in verschillende ministeriële kabinetten: van 1947 tot 1954 was hij kabinetsmedewerker bij minister Oscar Behogne, van 1958 tot 1961 bij minister Paul Meyers, van 1965 tot 1968 bij minister en staatssecretaris Yves Urbain en van 1968 tot 1977 bij minister Alfred Califice. Op het kabinet van Paul Meyers leerde hij zijn vrouw, Marie-Louise Smeyers, kennen.
In 1952 werd Marchal verkozen tot gemeenteraadslid van Ernage, waar hij van 1953 tot 1963 schepen en van 1963 tot 1964 burgemeester was. Nadat Ernage in 1964 opging in Gembloers, was hij daar van 1965 tot 2006 gemeenteraadslid, van 1965 tot 1982 schepen van Sociale Zaken en van 1983 tot 1988 burgemeester. Dit laatste gebeurde niet zonder moeite, want er was een beroep aangetekend bij de Raad van State vanwege een onregelmatigheid. Het beroep werd echter verworpen. In de jaren tachtig kende de gemeente financiële moeilijkheden en werd ze onder voogdij geplaatst.
Van 1977 tot 1981 was Robert Marchal lid van de Kamer van volksvertegenwoordigers voor het arrondissement Namen. Door het toen bestaande dubbelmandaat zetelde hij van 1977 tot 1980 ook in de Cultuurraad voor de Franse Cultuurgemeenschap en van 1980 tot 1981 in de Waalse Gewestraad en de Franse Gemeenschapsraad. Daarna was hij van 1981 tot 1985 provincieraadslid van Namen.